# 月城 (慶州)
月城（げつじょう、ハングル: 월성〈ウォルソン〉）は、韓国の慶尚北道慶州市仁旺洞（ハングル: 인왕동）に位置した新羅時代の王宮となる王城である。南川（ナムチョン）北岸に沿って屈曲した月城は、三日月状の地形から、新月城（ハングル: 신월성〈シンウォルソン、シヌォルソン〉）とも称され、後世の朝鮮時代には半月城（ハングル: 반월성〈パンウォルソン、パヌォルソン、パノルソン〉）と称されるようになった。王の住む城として「在城」の呼称も見られる。
築城年代は『三国史記』に婆娑尼師今22年（101年）とあるが、発掘調査によれば4世紀中頃に着工され、5世紀初頭に完成したとされる。1963年1月21日、大韓民国指定史跡第16号に指定。2000年11月、国際連合教育科学文化機関（ユネスコ、UNESCO）の世界遺産（文化遺産）に登録された慶州歴史地域（慶州歴史遺跡地区、ハングル: 경주역사유적지구）の一部となる。

## 歴史
『三国史記』によれば、新羅には最初、赫居世居西干21年（紀元前37年）に王都（宮城〈都城〉）である金城（キムソン）が構築され、赫居世王26年（紀元前32年）春正月には金城内に宮殿が造営された。次いで婆娑尼師今22年（101年）、金城の東南に月城あるいは在城といわれた城が築造されたという。このため当初の王宮については「金城」の記述が挙げられ、その後も見られるものの、金城はあくまで王京（王都）の呼称と考えられることから所在が明確でないのに対して、「月城」は王宮（正宮）として確かなものとされる。
月城の築城される場所には当初、瓠公（ここう〈ホゴン〉）の家宅があったが、新羅第4代の王（尼師今）となる脱解（だっかい〈ターレ、タレ〉、在位57-80年）が吐含山より見下ろして良地として選び、詭計により奪取した後、王位に就くとそこに住んだという。そして婆娑王22年（101年）春2月に城を築いて月城と名づけ、秋7月、王が移居したとされる。しかし、この年代には異論が見られる。
『三国史記』には、訖解尼師今41年（350年）春3月、鸛（こうのとり）が月城の隅に巣を作ったとある。その後、慈悲麻立干18年（475年）春正月より明活城（ミョンファルソン〈明活山城、ミョンファルサンソン〉）に一時（13年間）移行するものの、炤知麻立干9年（487年）秋7月に月城を修葺（修繕）して、翌10年（488年）春正月に王が移り住んだとされ、月城は、この時代に王宮の機能を明確にしたとも考えられる。2021年には発掘調査の結果により、月城は4世紀中頃に着工され、5世紀初頭に完工したことが確認された。
「月城」の表記は『三国史記』の孝成王3年（739年）秋9月が最後となるものの、滅亡に至る935年まで、新羅の王宮としての機能を果たしたといわれる。また、在城の銘のある瓦も数多く発見されている。
月城の最初の調査は、東京帝国大学の関野貞による1902年の第1回朝鮮古蹟調査のうち、8月に慶州でなされた3日間余りの短期調査の一環として開始される。次いで1910年の韓国併合後、鳥居龍蔵により、1914年（西南端の門跡）および1917年（城壁中央の基底部）に発掘調査がそれぞれ数日間行われた。1922年には、藤田亮策・梅原末治・小泉顕夫による調査が、鳥居の発掘を踏まえて実施されている。

## 地理
半月の形をなす月城の東・西・北の三方は、低い丘（峰）の連なる自然を利用した土塁の稜線沿いに築かれ、南は南川の崖の地形をそのまま利用した。月城の規模は、東西約900メートル (890m、860m) 、南北約260メートル (250m) 、面積はおよそ20万平方メートル（6万坪余り）で、周長は川に面した南側を含めておよそ2400メートル (2340m〈1841m〉) とされる。
およそ5世紀後半-6世紀前半には月城の北・東部の地域が一部編入され、城域が拡大したものと見られる。西北に鶏林が位置する月城の北側には、新羅第27代善徳女王（ぜんとくじょおう〈ソンドクヨワン〉、在位632-647年）の時代に築かれたという瞻星台（せんせいだい〈チョムソンデ〉）があり、東北側には、第30代文武王（ぶんぶおう〈ムンムワン〉、在位661-681年）の時代に築造された月池（雁鴨池）と東宮（臨海殿、月池宮）が位置する。それらが造成された7世紀中頃から後半には、東宮と月池および現在の国立慶州博物館の地域まで拡張されていた。

### 遺構

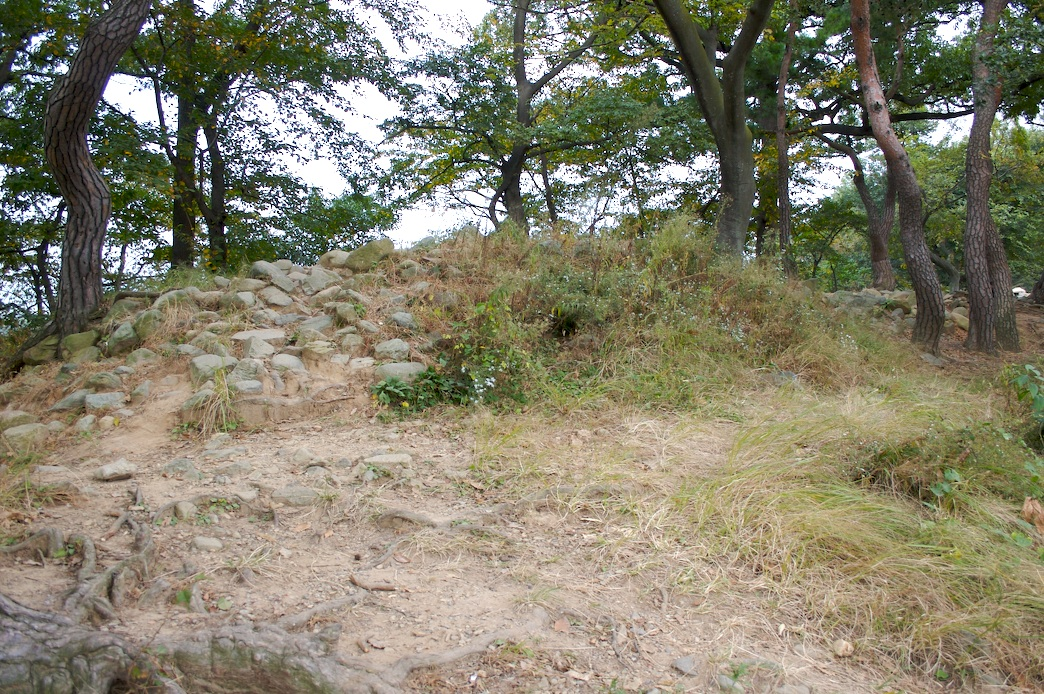
月城の城壁の遺構

南川を自然の堀とした月城の南側には城壁はほとんどないが、低い丘につながる東・西・北側には土石などによる城壁が築かれており、敷幅約40メートル、高さ10メートル余り (10-20m) であったと推定される城壁は、やや高い土塁により囲まれる。現在に見られる城壁の最高所は、東南側の国立慶州博物館に面した箇所で高さ10-18メートルとなる。地域の全体的な地形は西側より東側のほうが高くなるが、城内は平らであり、柔らかい地盤は補強されて、月城の城内は城外より7メートルほど高くなる。
はっきりとした城内宮殿の遺構は確認されていないが、『三国遺事』にある朝元殿・崇礼殿・瑞蘭殿・平議殿・内黄殿・同礼殿といった殿宇のうち、賀礼を受け、国使に引見した朝元殿や崇礼殿は月城内にあったものと推測される。また楼閣としては、皷楼・月上楼・鳴鶴楼・望恩楼などがあり、このうち鼓楼は『三国史記』に、武烈王2年（655年）、月城の中に建立されたとあり、同じく聖徳王35年（736年）には、狗（いぬ）が王城（在城〈月城〉）の皷楼に登って3日間吠えたと記される。憲康王6年（880年）には、王が側近の重臣と月上楼に登り、民家が連なる王都を見渡したことが記されることから、これも月城内にあったものと考えられる。
門跡としては9か所が認められる。東の門のうち月池（雁鴨池）に至る東北の門の遺構が1979-1980年に発掘調査され、6.7メートル四方の基壇上に各面4.7メートル（正面1間・側面2間）の単層瓦屋が存在したことが確認された。また、宮城の門と伝えられる南門・北門・帰正門・臨海門・仁化門・玄徳門・武平門・遵礼門などの名称のうち、月城の門と捉えられるものとして、『三国史記』に、真徳女王6年（652年）、王宮の南門が壊れたことが記され、神文王3年（682年）には王宮の北門が見られるほか、『三国遺事』に、宮城の西、敀正門（帰正門）とあるのが挙げられる。

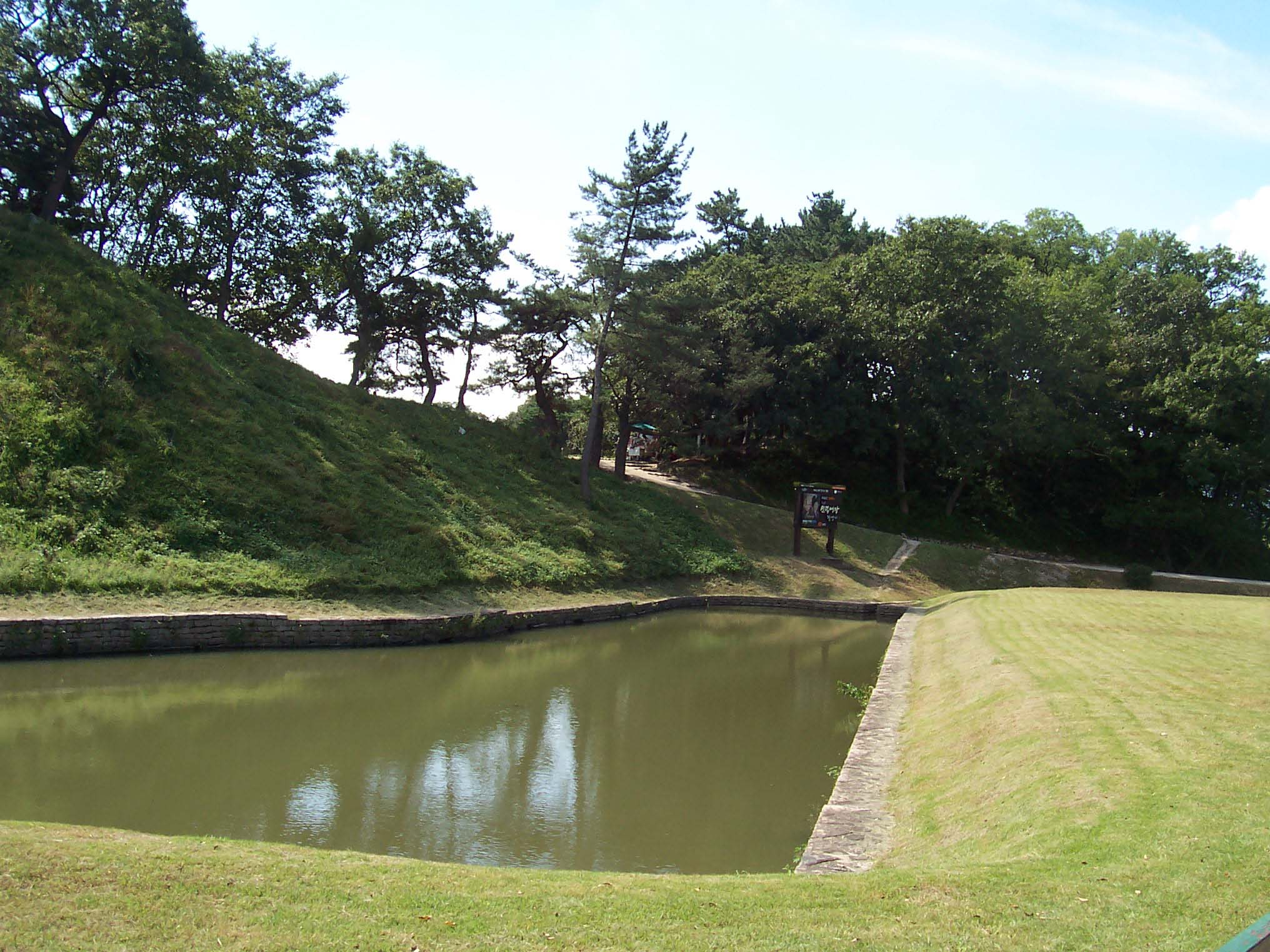
月城の堀（垓字）

堀（垓字、ハングル: 해자〈ヘジャ〉）については、1984年より試掘調査が開始され、発見された6つの堀のうち、1つを水堀として復元し、2つを空堀として整備していた。その後、2015年より残る3つの堀が発掘調査され、「丙午年」木簡（法興王13年〈526年〉ないし真平王8年〈586年〉と推定）のほか国際交易を示す土偶（ソグド人をかたどる）や各種の木製遺物、それに植物の種子や動物の骨を含む多様な史料が発見された。そして堀は、初期の三国時代（4-7世紀）には防衛を目的とした竪穴垓子であったが、統一新羅時代（8世紀以降）になると防衛的機能は薄れて景観を加味した石築垓子の水堀に変化したものと推測された。2018年より5つの堀（1-5号垓字）を水堀として復元する保全事業が開始され、2019年3月に着工し、2022年3月31日に竣工。翌4月15日より一般公開となる。整備された堀は延長550メートル、最大幅40メートルで、探訪路・景観照明・循環式給水施設が備えられた。